# Peter-Breuer-Gymnasium
Das Peter-Breuer-Gymnasium (PBG, Eigenschreibweise auch „pbg“) ist eine katholische Schule in Zwickau.
Die Ausbildung führt in acht Jahren (Klassen 5 bis 12) zum Abitur, in der Sekundarstufe I sind die Jahrgänge dreizügig.

## Geschichte
Das Gymnasium in Trägerschaft des Bistums Dresden/Meißen wurde 1994 nach einer Bürgerinitiative gegründet. 2003 erhielt die Schule eine moderne Sporthalle in Verbindung mit einem Parkhaus. 2017 folgte ein Anbau, bestehend aus Mensa, Aufenthalts- und Klassenräumen sowie einer Dachterrasse.
Benannt ist die Schule nach dem sächsischen Bildschnitzer und Bildhauer Peter Breuer (um 1472–1541), einem Schüler Tilman Riemenschneiders.
Das Gymnasium umfasst drei Gebäudekomplexe auf beiden Seiten der Georgenstraße:
- das 1893 errichtete Hauptgebäude[3],
- die „Villa“ als Nebengebäude mit Kursräumen für den Unterricht in der Sekundarstufe II und ein Atelier für den Kunstunterricht;
- einen weiteren Gebäudekomplex, bestehend aus Turnhalle, einem weiteren Kunstraum und  Schulkapelle. Er enthält zudem ein Parkhaus und eine Filiale der Volksbank Zwickau.

## Lage
Das Gymnasium liegt westlich außerhalb der Zwickauer Innenstadt und ist an den öffentlichen Nahverkehr angebunden.

## Abiturienten

Bestehendenquote der Abiturienten des PBG nach Jahrgang

Das erste Abitur wurde im Jahr 2000 abgelegt.

## Schulverein
1993 wurde der eingetragene Schulverein für das Christliche Gymnasium in katholischer Trägerschaft in Zwickau gegründet. Mit Mitgliedsbeiträgen und Spenden finanziert er Neuanschaffungen von Lehr- und Lernmaterialien, Veranstaltungen, Arbeitsgemeinschaften und die Schulbibliothek. Zudem unterstützt der Verein Schüler in finanzieller Notlage.